# Ceromya flaviceps
Ceromya flaviceps là một loài ruồi trong họ Tachinidae.